# Cantón de Manosque-Suroeste
El cantón de Manosque-Suroeste era una división administrativa francesa que estaba situada en el departamento de Alpes de Alta Provenza y la región de Provenza-Alpes-Costa Azul.

## Composición
El cantón estaba formado por dos comunas más una fracción de otra:
- Manosque (fracción)
- Montfuron
- Pierrevert

## Supresión del cantón de Manosque-Suroeste
En aplicación del Decreto n.º 2014-226. de 24 de febrero de 2014, el cantón de Manosque-Suroeste fue suprimido el 22 de marzo de 2015 y sus 3 comunas pasaron a formar parte del nuevo cantón de Manosque-1